# Adelphomyia breviramus
Adelphomyia breviramus là một loài ruồi trong họ Limoniidae. Chúng phân bố ở miền Cổ bắc.